# Mazsalaca
Mazsalaca (deutsch Salisburg) ist eine Stadt im Norden Lettlands am rechten Ufer der Salaca. Die Silbe Maz- bedeutet „klein“. Im Jahre 2022 zählte Mazsalaca 1.045 Einwohner.

## Geschichte

Salisburg, Zeichnung 1788

Die Deutschen besiedelten 1224 den Ort. Der Namensteil "-burg" bezieht sich wahrscheinlich auf eine ältere Wallburg gegenüber dem späteren Gutshof, auf der linken Seite der Salis. Ausgrabungen förderten dort den Grundriss eines Liven-Schlosses von 70 m Länge und 30–60 m Breite zu Tage.
Das Gut Salisburg bestand seit dem Spätmittelalter. Die ersten Gebäude der heutigen Stadt Mazsalaca entstanden 1861, nachdem der Gutsherr Arnold von Vietinghoff örtlichen Bauern die ersten 42 Baugrundstücke bereitstellte und auch eine Brücke über die Salaca errichtet wurde. Der Marktflecken war von 1918 bis 1940 Teil der Republik Lettland, hatte 1918 1100 Einwohner und erhielt 1928 das Stadtrecht. 1935 bestand Mazsalaca dann aus 300 privaten Grundstücken (3 gemauerte Häuser und 183 aus Holz), Gymnasium, Grundschule, Apotheke sowie einigen anderen öffentlichen Gebäuden. Von den damals 1492 Einwohnern waren 98 % lettischer Nationalität. Ab 1935 wurde die Eisenbahn-Stichstrecke Riga-Rūjiena gebaut, die Bahnstation Mazsalaca wurde am 9. Oktober 1937 eröffnet. 1940/1941 wurde der Ort von der Roten Armee und von 1941 bis 1944 von der Deutschen Wehrmacht besetzt. Die Bahnlinie wurde 1944 von der zurückweichenden Wehrmacht zerstört und erst 1977 wieder hergestellt. Nach der Unabhängigkeit Lettlands von der Sowjetunion erfolgte bereits 1996/1997 die endgültige Stilllegung der Bahnstrecke aus Rentabilitätsgründen. In der Sowjet-Zeit bis 1991 waren eine Textilfabrik, die Molkerei und ein Zulieferbetrieb für Kraftfahrzeugteile die größten Arbeitgeber. Heute ist ein großes Forstwirtschaftsunternehmen der wichtigste Arbeitgeber.
Von 2009 bis 2021 gab es einen eigenen Bezirk Mazsalaca aus der Stadt und vier umliegenden Landgemeinden. 2010 waren 3953 Einwohner gemeldet. Der Bezirk ging anschließend im Bezirk Valmiera auf.

## Die lutherische Kirche
Die Kirche aus dem Mittelalter wurde in den Jahren 1669, 1692 und 1783 wesentlich umgebaut. Im Jahr 1890 wurde ein Anbau in Kreuzform hinzugefügt, der als Gemeinderaum diente, und 1927 wurde ein neuer Turm errichtet. Erwähnenswert sind der barocke Altar vom Ende des 17. Jahrhunderts und das Altargemälde „Das heilige Abendmahl“ von 1760, das zu den schönsten Rokoko-Malereien sakraler Kunst in Livland gehört. Die Kirche wurde während der gesamten Sowjetzeit benutzt.

## Gut und Schloss

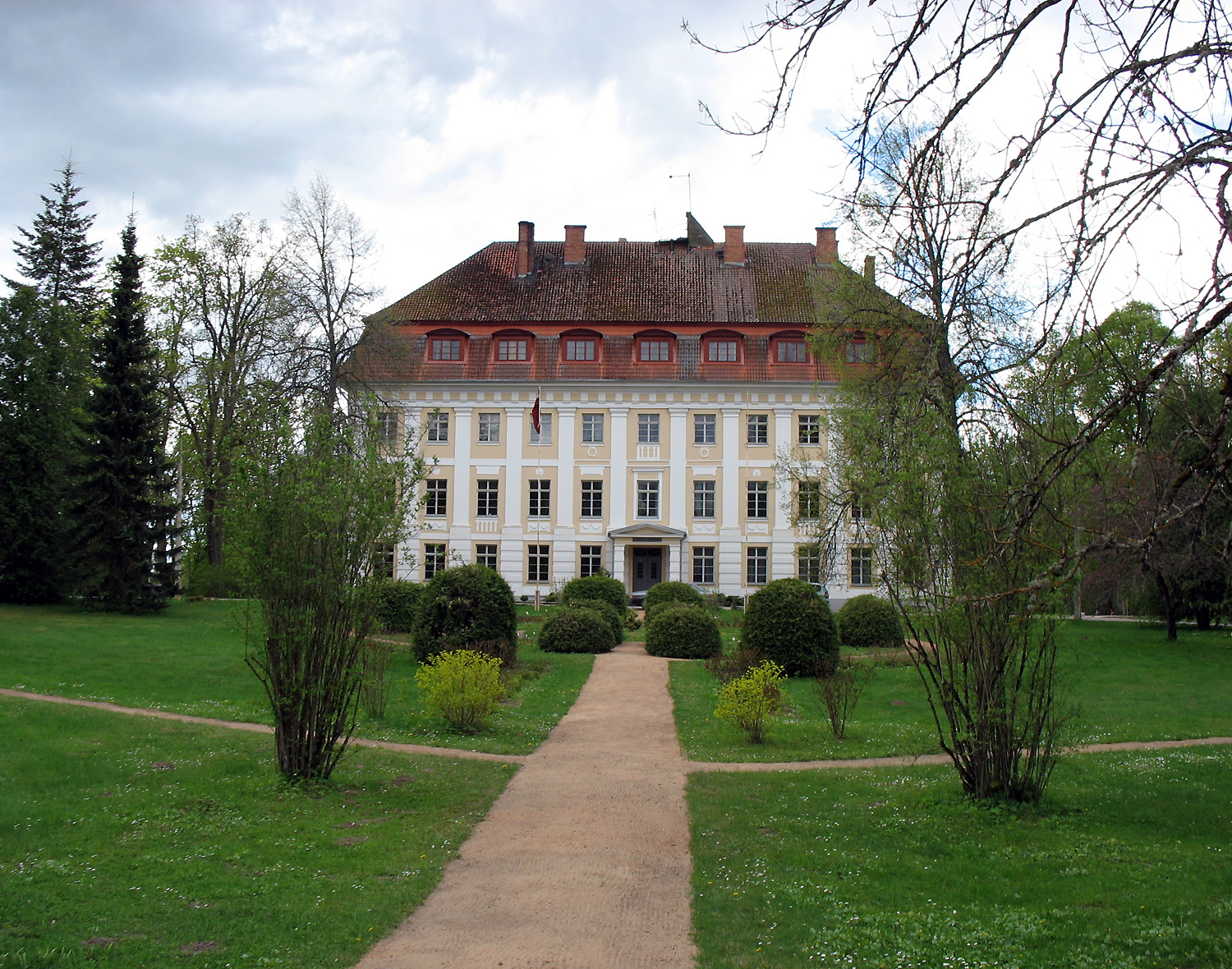
Die Schule im ehemaligen Schloss Salisburg (2009)

Das Herrenhaus ist 1528 erstmals erwähnt, anlässlich der Verlehnung mehrerer Landstücke durch den Ordensmeister Wolter von Plettenberg an Vintzens von Stene. Nach diesem wurde Rötger von Haaren Besitzer des Guts und nach 1547 der Hofrichter des Ordensmeisters Hermann von Brüggenney, Balzer Falckenberg. Dessen Sohn Heinrich, Hauptmann zu Kirrumpäh, besaß es noch 1601. König Gustav II. Adolf von Schweden bestätigte 1631 den Conrad und Melchior Falckenberg ihr Besitzrecht auf dieses Gut. Daher rührt der für das Herrenhaus heute noch gebräuchliche lettische Name „Valtenberg“. Der Sohn Conrads, Kammerherr Gabriel Falckenberg, verkaufte Salisburg 1674 an Bartholomäus Schaum, dessen Neffe und Erbe, Benjamin Uckermark, überließ es 1678 dem Feldmarschall Christopher Horn. Seine Erben verkauften es wiederum dem Vizepräsidenten des Hofgerichts, russischen Gesandten und Landrat Baron Gustav Georg von Völkersahm. Dieser war der Bauherr des großen, heute noch bestehenden Schlosses, das um 1780 nach dem Entwurf des Dresdner Architekten Friedrich August Krubsacius in deutschem Klassizismus errichtet wurde, und dem das alte hölzerne Herrenhaus weichen musste. Das Schloss ist ein zweistöckiger Bau mit damals 62 Zimmern und großem Mansarddach. Über dem Eingang, der von je zwei marmornen Säulen getragen wurde, befand sich ein Balkon mit einem schmiedeeisernen Geländer. Auf Grund der Stilelemente glaubt man, dass der Bau um 1775 projektiert und spätestens 1788 abgeschlossen war. Die Veranda (Wintergarten) auf der Rückseite scheint im 19. Jahrhundert renoviert worden zu sein, wie neugotische Motive am Geländer vermuten lassen.
Die Tochter von Gustav Georg von Völkersahm, Juliane Marianne, verheiratet mit Reinhold Johann Peter von Vietinghoff, blieb bis zu ihrem Tode 1851 Erbherrin auf Salisburg. Kurz darauf übergab ihr ältester kinderloser Sohn, Ordnungsrichter Gustav Georg von Vietinghoff, den Besitz noch zu Lebzeiten an seinen Neffen Baron Arnold Julius von Vietinghoff. Letzter Herr auf Salisburg war seit 1904 dessen Sohn Oscar. Sein Enkel Arved von Vietinghoff lebt heute noch.
Bekannte Nachkommen aus dieser Linie der Vietinghoffs sind Arnold Freiherr von Vietinghoff-Riesch, Egon von Vietinghoff und Joachim von Vietinghoff. Andere Nachkommen der ehemaligen Eigentümer sind die heute noch in Schweden lebenden Grafen und Freiherren Falkenberg.
Das Gut umfasste ursprünglich 16.813 Hektar, auf denen sich unter anderem zwei Mühlen befanden. Nach der Bauernbefreiung im 19. Jahrhundert verkaufte man 10.856 Hektar Bauernland und 25 Hektar Hofland. Während der ersten Russischen Revolution wurde das Schloss im Januar 1906 angezündet und war in Folge davon eine ausgebrannte Ruine. 1911 wurde ein provisorisches Dach errichtet und die Fenster vernagelt, um die Bausubstanz notdürftig zu konservieren. Baron Oscar von Vietinghoff und sein Vater lebten in Riga und im Sommer in Bilderlingshof am Rigaer Strand, von wo aus sie zur Bewirtschaftung des Besitzes regelmäßig nach Salisburg fuhren. 1919 wurde die Herrschaft enteignet und verstaatlicht. Baron Oscar verzichtete 1919 auf den ihm zugesprochenen kleinen Anteil (sogenanntes Restgut) und lebte danach in Berlin.
Pläne zum Wiederaufbau als Schule wurden 1925 in Angriff genommen, 1932/1934 wurde eine Zentralheizung eingebaut und ein Wassertank auf dem Dach installiert. Später (1957) wurde die Mansardenetage mit 17 Fenstern ausgebaut, um weitere Schulklassen unterzubringen. Von 1932 bis 1976 diente das ehemalige Herrenhaus als Gymnasium, danach wurde es Grundschule und die Oberstufe zog in einen Neubau, der sich auch heute noch ein Stück weit rechts von der Grundschule befindet. Das Haus wurde am 24. September 1944 beim Rückzug der Wehrmacht vor der Roten Armee beinahe zusammen mit der Brücke von den Deutschen gesprengt. Aber Fischer entdeckten in der Nacht beim Einholen eines Netzes die Zündschnur und trennten die Verbindung. Das Schloss (Grundschule) wurde auf Initiative der Schulleiterin und des Bürgermeisters von 2000 bis 2003 gründlich renoviert, auch mit Unterstützung der Partnerstadt Harsewinkel. Im ebenfalls renovierten Nebengebäude links davon wirken heute Sozialarbeiter unter dem Patronat des Roten Kreuzes.

## Skaņaiskalns Park

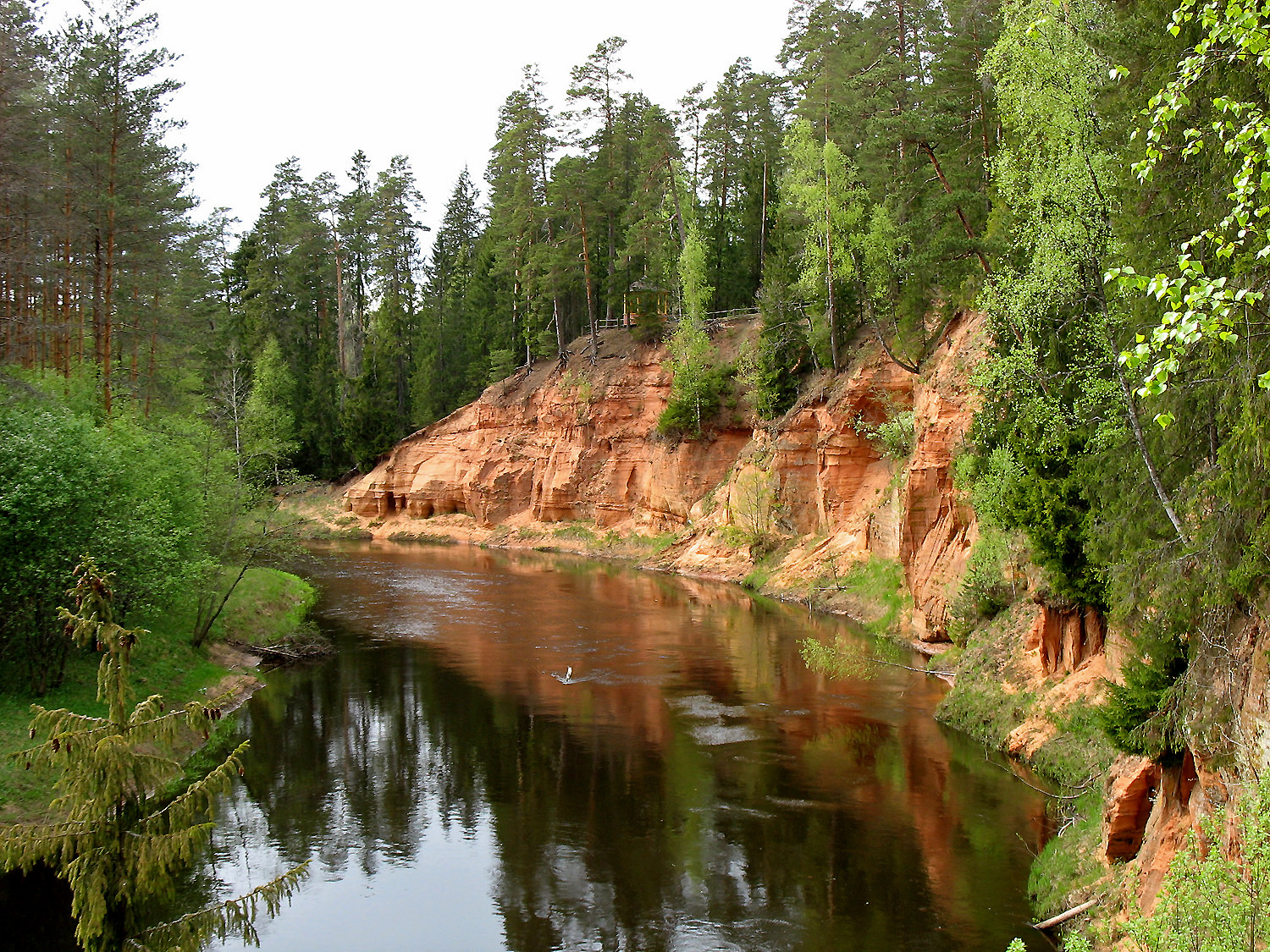
Der Fluss Salaca im Park von Mazsalaca

Das ehemalige Herrenhaus wird auch heute noch von einem großen Park umgeben. Die durch den Park fließende Salis entspringt im Burtnieker See und mündet nach 95 km bei Salacgrīva (deutsch: Salismünde) in die Ostsee. Sie frisst sich so durch den roten Sandstein, dass im Park an mehreren Stellen bis zu 300 m lange und 20 m hohe Wände mit ausgespülten Höhlen entstanden. Die berühmteste Stelle wird „Klangberg“ (früher auch „Echo“) genannt, wo das Echo von Sprache oder Gesang eines bis zu 90 Meter von der Wand entfernt Stehenden zurückgeworfen wird, so dass der Zuhörer am Ufer glaubt, der Ton komme aus der Wand selbst. Dieses sehr ungewöhnliche Phänomen ist die touristische Hauptattraktion von Mazsalaca. Auf dem Weg dorthin, teils durch den Wald teils am Fluss entlang, befinden sich nebst Rast- und Picknick-Plätzen, kleine Naturwunder wie die Werwolf-Kiefer, die Engels- und die Teufelshöhle, die Teufelskanzel, der Nelkenfelsen und andere Naturgegebenheiten wie ein Badeplatz und eine Quelle.

## Naturschutz
Die beiden Flussufer sind bis zur Mündung heute ein Naturschutzgebiet, das unter anderem Biber und Otter beherbergt. Es existiert ein spezifisches Biotop mit seltenen Blumen. Das Gebiet ist ein beliebtes Ziel für Ausflügler, Fahrrad- und Kanutouristen. Der über 3 km lange Weg vom Herrenhaus, der heutigen Schule, zum „Echo“ ist mit vielen Holzskulpturen lettischer Künstler bestückt. Die dargestellten Helden und Fabelwesen beziehen sich auf die reichhaltigen lettischen Sagen und Mythen.

## Sonstiges
- Harsewinkel (Deutschland) und Mazsalaca pflegen eine Städtepartnerschaft.

## Personen
- Maria Guleke (1816–1892), Übersetzerin
- Konstantīns Pēkšēns (1859–1928), Architekt
- Augusts Kirhenšteins (1872–1963), Mikrobiologe und Politiker

## Galerie

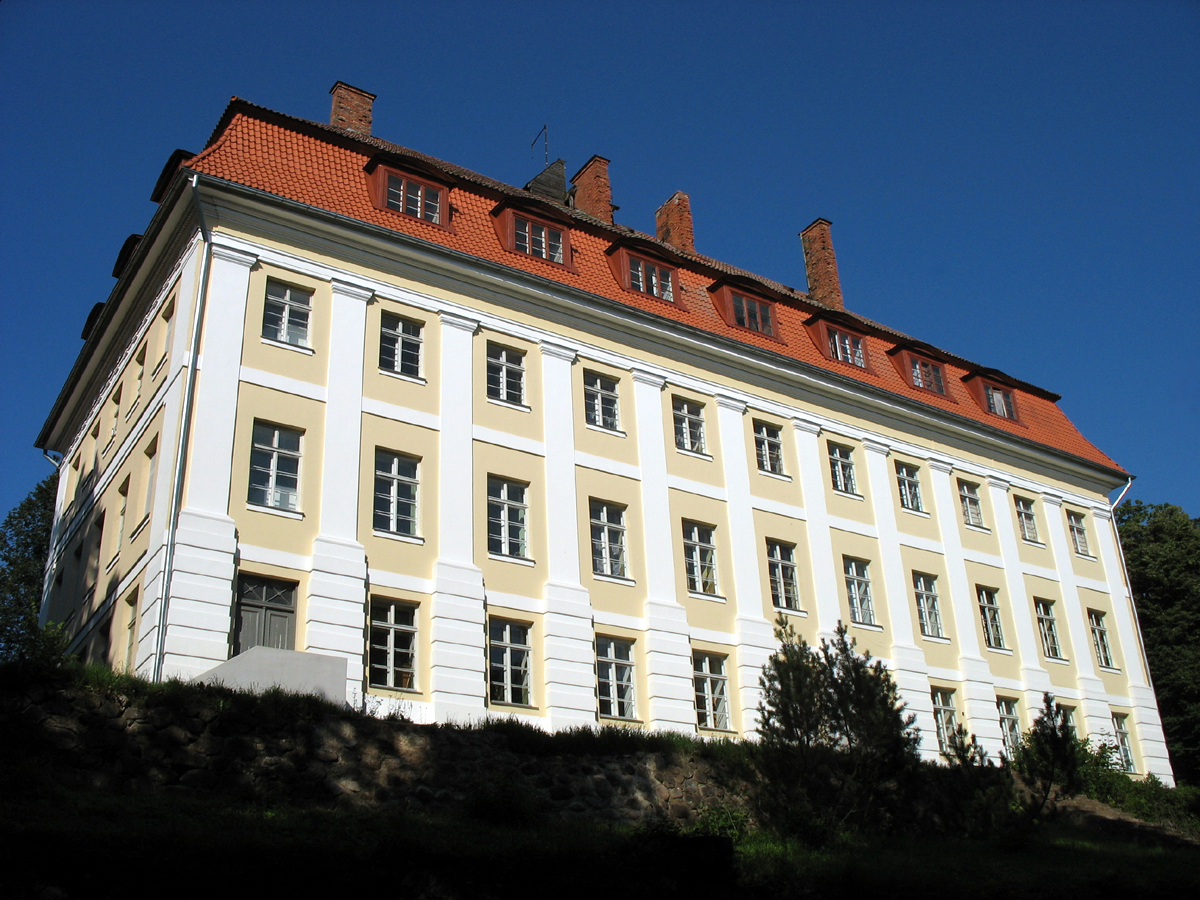
Schule Valtenberģu muiža, ehemals Schloss Salisburg
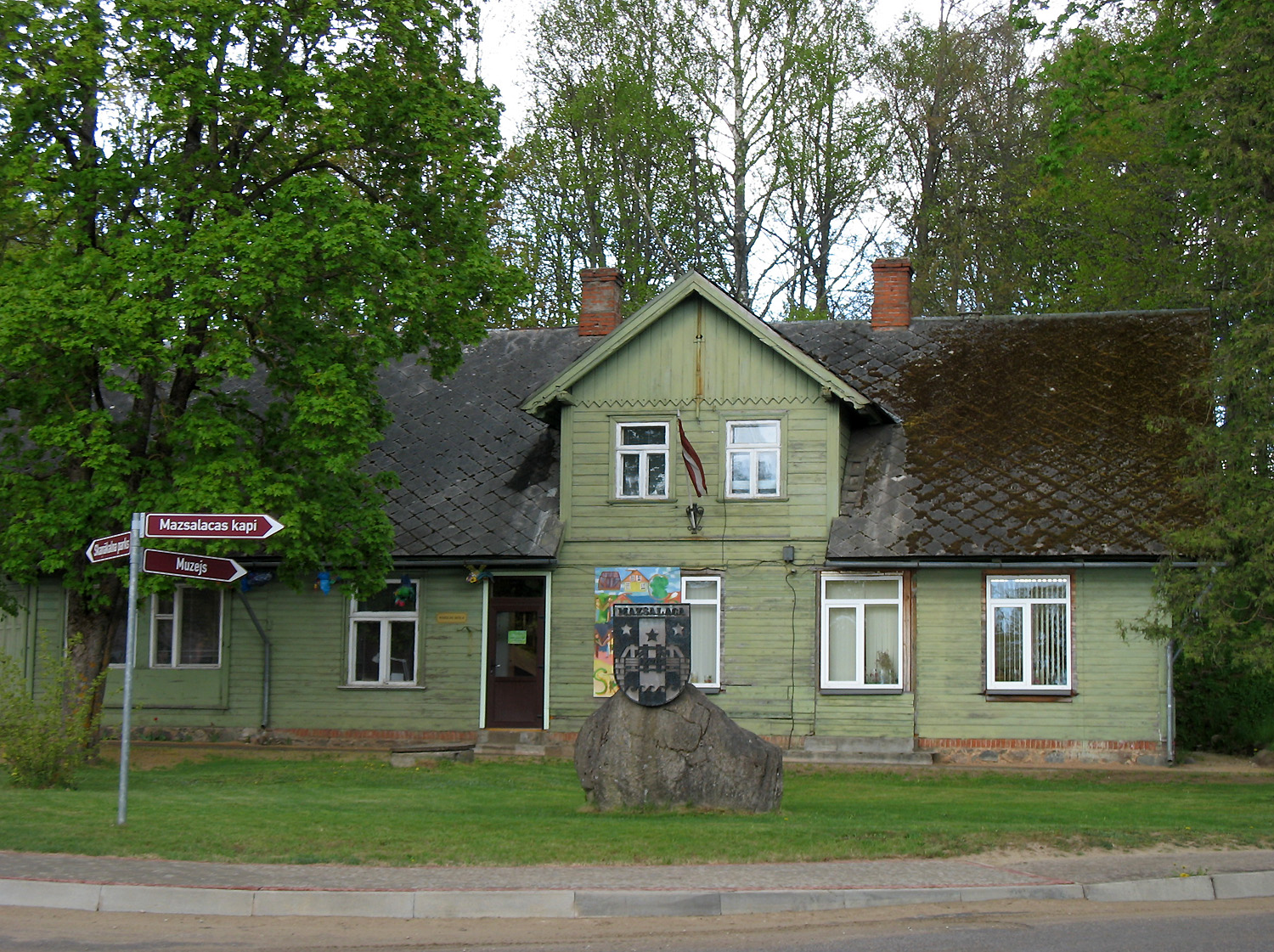
Wegweiser vor einem Gebäude
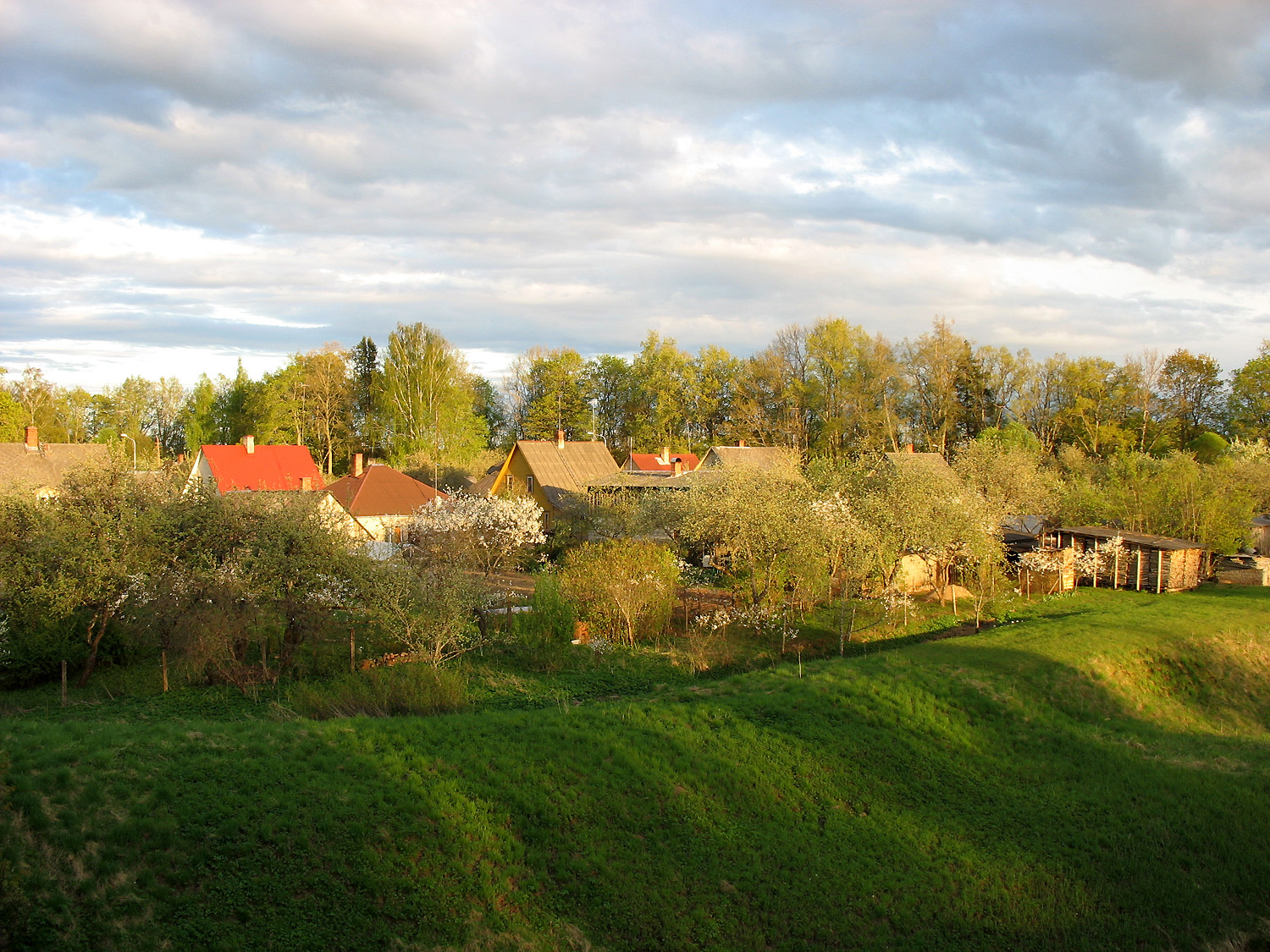
Blick auf das Städtchen
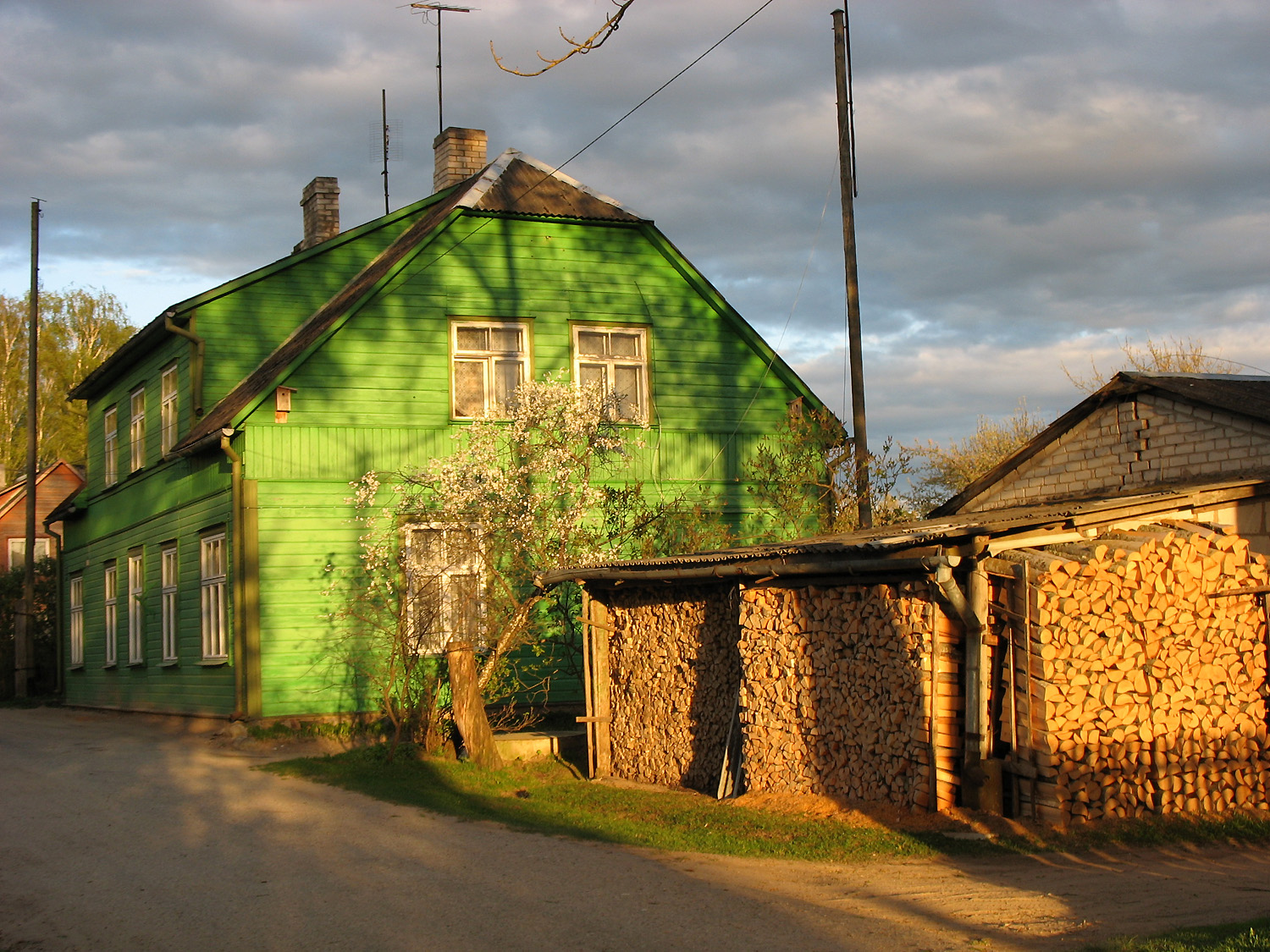
Typisches Holzhaus
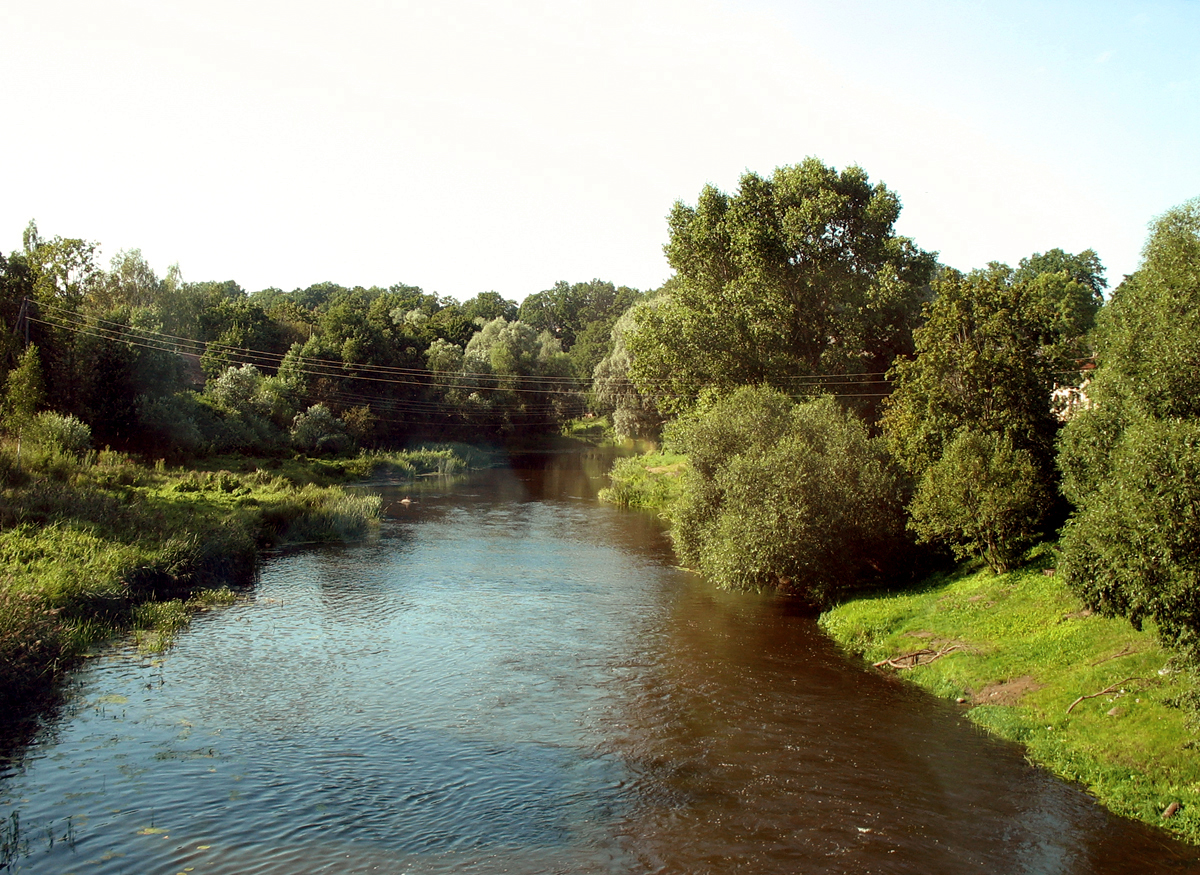
Die Salis von der Brücke am Ortseingang
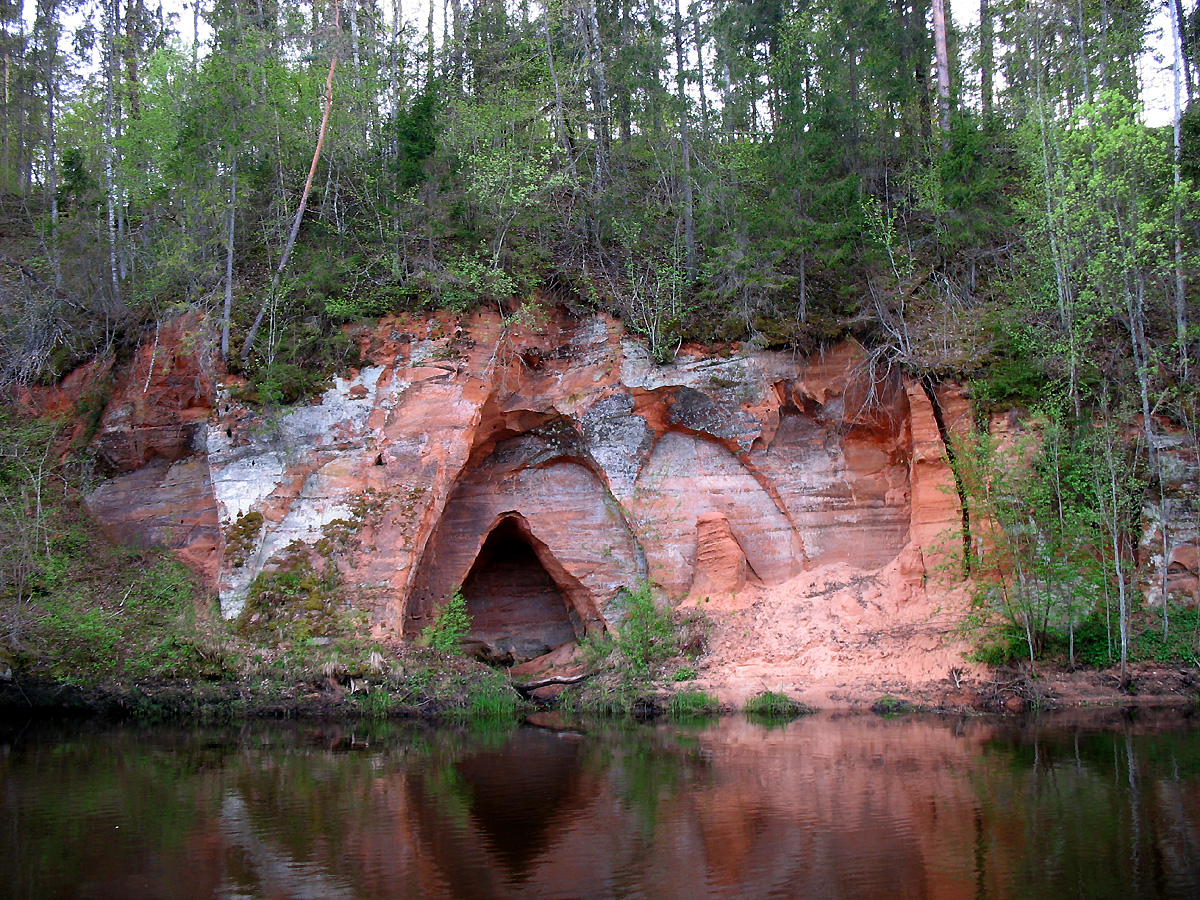
Die Engelshöhle im Sandsteinufer der Salis